# Wulfenia carinthiaca
Wulfenia carinthiaca är en grobladsväxtart som beskrevs av Nikolaus Joseph von Jacquin. Wulfenia carinthiaca ingår i släktet Wulfenia och familjen grobladsväxter. Inga underarter finns listade i Catalogue of Life.

## Bildgalleri

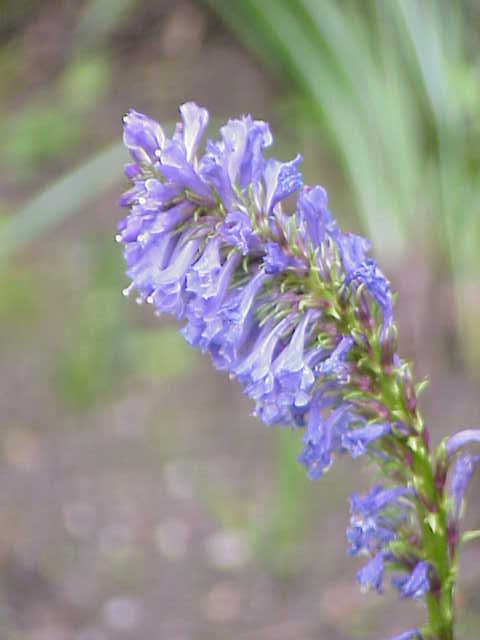